# Nordostland
Nordostland (norwegisch Nordaustlandet) ist mit einer Fläche von 14.443 km² die zweitgrößte Insel des zum Staat Norwegen gehörenden Spitzbergen-Archipels (norw. Svalbard) im Arktischen Ozean. Sie liegt nordöstlich der Insel Spitzbergen (der Hauptinsel des Archipels) und ist von dieser durch die Hinlopenstraße getrennt. Sie ist, mit Ausnahme von einigen Forschern, die sich zeitweise dort aufhalten, unbewohnt.

## Klima
Wie im gesamten Svalbard-Archipel ist das Klima, der hohen geografischen Breite entsprechend, hocharktisch. Die Nordküste der Insel steht allerdings unter schwachem Einfluss des Westspitzbergenstroms (dem letzten nördlichen Ausläufer des warmen Golfstroms) und ist daher im Sommer früher eisfrei als der Osten und Süden, die vom kalten Ostspitzbergenstrom beeinflusst werden. Allgemein gilt aber, dass die Temperaturen im Jahresmittel auf Nordostland sehr viel niedriger sind als im Westen des Svalbard-Archipels.

## Geologie
Die Nordhälfte der Insel besteht fast ausschließlich aus Grundgebirgsgestein. Dies sind zum einen schwach metamorphe Sedimente (Quarzite, Dolomite, Kalkstein, Schiefer) aus dem jüngeren Proterozoikum (600 bis 700 Millionen Jahre alt), die durch jüngere tektonische Bewegungen stark deformiert wurden, sodass die Schichten vielerorts steil stehen und von Brüchen und Falten durchzogen sind. Zum anderen gibt es hochmetamorphe Gneise sowie Granit und andere magmatische Gesteine aus der Zeit der kaledonischen Gebirgsbildung (vor ca. 410 bis 510 Millionen Jahren).
Im Süden der Insel gibt es Ausläufer der Basaltintrusionen aus dem oberen Jura und der unteren Kreide, welche ein Alter von 100 bis 150 Millionen Jahren ausweisen.

## Landschaft

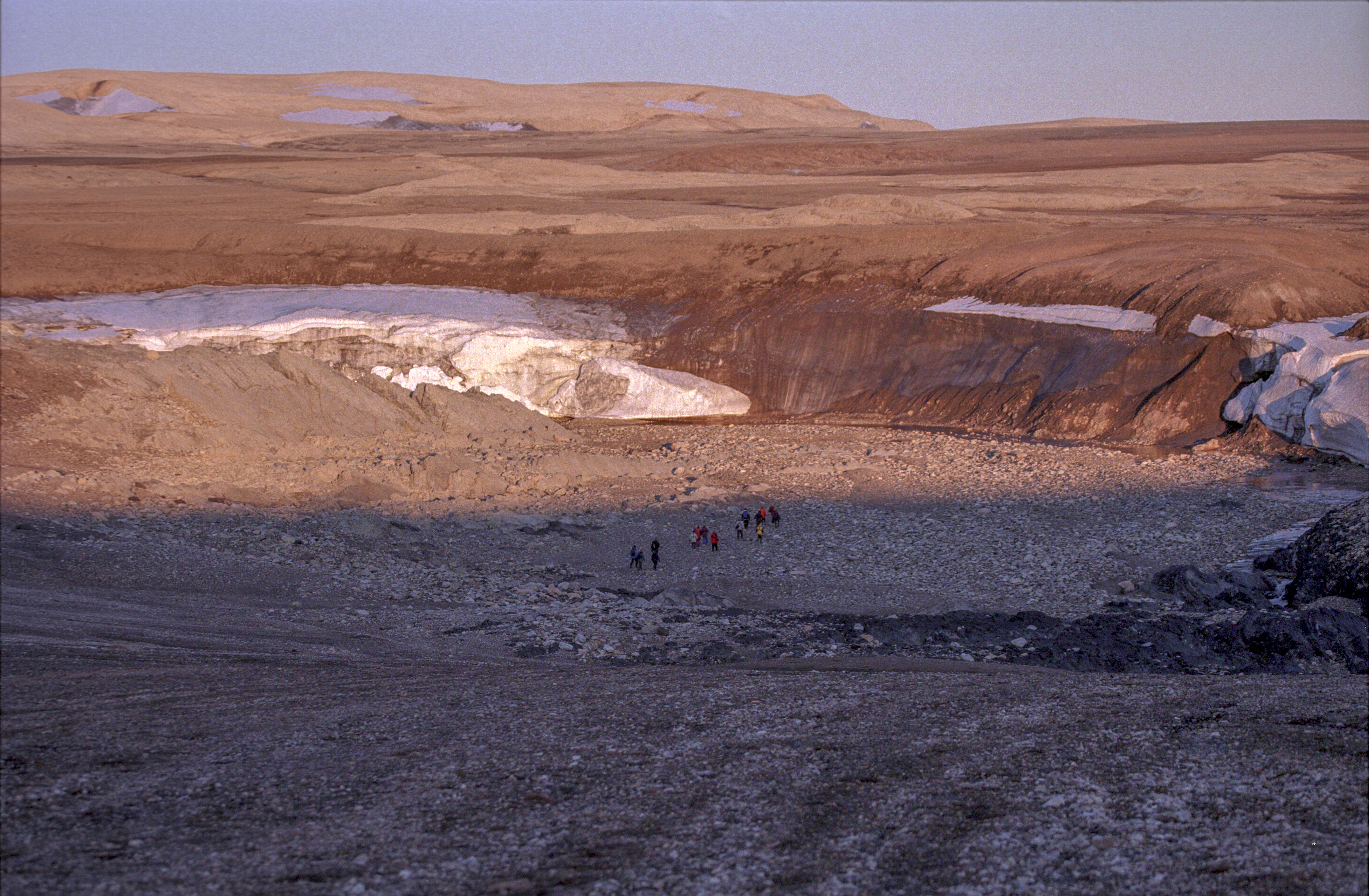
Landschaft

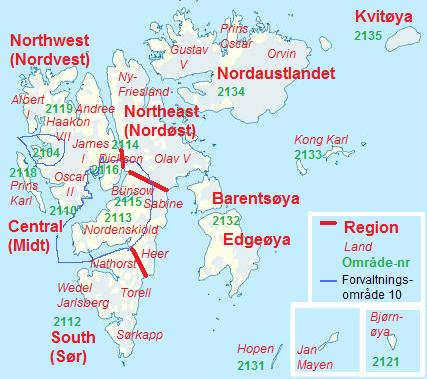
Regionen Spitzbergens

Nordostland bildet einen deutlichen Kontrast zu den meisten anderen Landschaften in Spitzbergen, die vergleichsweise stark durch Berge, Täler und Fjorde gegliedert sind. Die Insel ist allgemein sehr weitläufig. Im Norden herrschen weitgestreckte Plateauberg- und Hügellandschaften vor, einzeln stehende Berge sind eher die Ausnahme. Die Höhen liegen überwiegend unter 400 m, oft unter 300 m. Die größte Höhe erreicht die Insel mit 770 m im Norddomen. Die Hochflächen fallen oft in steilen Felshängen zu den mehr oder weniger ebenen Bereichen in Meereshöhe bzw. direkt ins Meer hin ab.
11.500 km² der Fläche Nordostlands sind mit Eiskappen und Gletschern bedeckt, was einem Anteil von 80 % der gesamten Fläche entspricht. Hier befindet sich mit der bis zu 430 Meter dicken und 8450 km² großen Eiskappe Austfonna die viertgrößte Inlandseisfläche der Welt nach Antarktika und Grönland und der Nordinsel von Nowaja Semlja. Ihre Abbruchkante im Meer ist mit 190 km Länge die längste der Nordhalbkugel. Vestfonna stellt mit einer Fläche von 2450 km² die zweite große Eiskappe auf Nordostland dar.
Nordostland wird in fünf Regionen oder Landschaften gegliedert:
- Gustav-V-Land (Nordwesten)
- Prins-Oscars-Land (Norden)
- Orvin-Land (Nordosten)
- Harald-V-Land (Osten, auf der Karte nicht verzeichnet)
- Gustav-Adolf-Land (Süden, auf der Karte nicht verzeichnet)

## Flora und Fauna

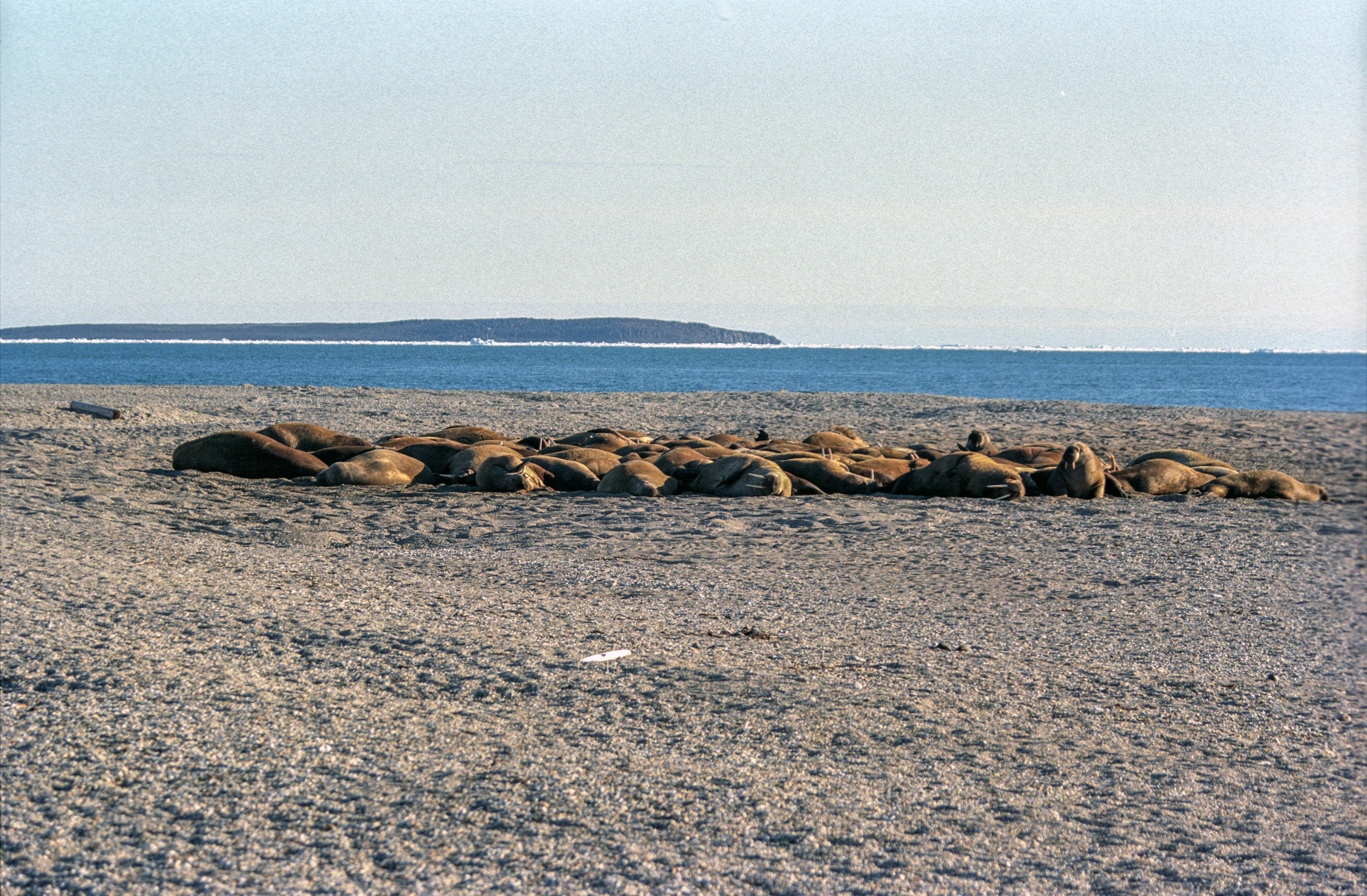
Walrosse auf Nordostland

### Flora
Die Tundra Nordostlands ist sehr karg. Vor allem Blütenpflanzen sind auf weiten Flächen nur spärlich vorhanden, wobei sich an geschützten Stellen doch manchmal erstaunlich viele Blüten finden lassen. Insgesamt sind bisher 83 verschiedene Gefäßpflanzenarten auf Nordostland gefunden worden; sogar an den nördlichsten Stellen, wie an der Reliktbukta oder Minebukta, kommen noch vereinzelt in feuchteren Gebieten, meistens auf Moosunterlage, Süßgräser und Polarbirken vor. Flechten dagegen sind artenreich vertreten und nehmen weite Anteile der Felsoberfläche ein. Auch Algen bilden auf dem feuchten Tundraboden überall weite, blauschwarze Beläge.

### Fauna
Die Vegetation reicht aus, um auf fast allen eisfreien Flächen einzelne Spitzbergen-Rentiere zu ernähren. Eisbären und Polarfüchse streifen beständig über Treibeis und Tundra, und einige Vogelarten, wie der Meerstrandläufer, Dreizehenmöwe oder die Schneeammer, brüten auf der Insel. Zudem gibt es fünf Spinnenarten sowie 34 Springschwanzarten. Es gibt Walross-Ruheplätze.

## Geschichte
Wegen der früher fast immer sehr schwierigen Eisbedingungen waren vor allem die östlichen Bereiche der Insel bis ins 20. Jahrhundert hinein nur ungefähr bekannt, und selbst heute sind die Gewässer in diesen Regionen vielfach unvermessen und daher kaum zugänglich. Der Nordwesten Nordostlands (den der Golfstrom noch eher vom Eis befreit) dagegen war schon den früheren Walfängern in groben Zügen bekannt, obwohl sich die Region nie zu einem klassischen Fanggebiet entwickelt hat.
Mehrere bekannte Polarexpeditionen wie Phipps (1773) und Parry (1827) kamen in den Norden Nordostlands, kümmerten sich aber wenig um Land und Insel. 1861 leitete der schwedische Geologe Otto Torell eine mehrwöchige Exkursion entlang der Nordküste Nordostlands ein, sodass anschließend wenigstens ein Überblick über Geologie und Topographie der besuchten Bereiche bestand. Der Engländer Benjamin Leigh Smith stieß 1871 und 1873 bis zum nordöstlichsten Punkt der Insel vor, und ebenfalls 1873 reiste Adolf Erik Nordenskiöld mit dem Schlitten erstmals durch Teile des inneren Nordostland. 1899–1902 etablierten die russisch-schwedischen Gradmessungsexpeditionen ein trigonometrisches Netz für Teile im Nordwesten der Insel. Am 15. August 1912 ließ sich Herbert Schröder-Stranz mit drei Gefährten zwischen Nordkap und Kap Platen absetzen, um die Insel mit Hundeschlitten zu durchqueren. Ihr weiteres Schicksal ist bis heute ungeklärt. 1928 stürzten Umberto Nobile und die Mannschaft seines Luftschiffes nördlich von Nordostland ab, worauf großangelegte Suchexpeditionen gestartet wurden. Diese Suche trug wesentlich zum geographischen Wissen über den Norden der Insel bei. Im Frühjahr 1929 durchquerten Karl Bengtssen und zwei Begleiter auf Schlitten das nördliche Nordostland von Westen nach Osten. Systematische Luftfotografie, die Grundlage topographischer Kartierung, erfolgte erst 1939 durch Norwegen.
Auf Nordostland befand sich während des Zweiten Weltkrieges die deutsche Marine-Wetterstation Haudegen. Diese kapitulierte am 11. September 1945 als letzte deutsche Einheit.

## Tourismus
Besuche von Touristen sind selten auf Nordostland. Sie werden meistens im Rahmen von sog. Expeditions-Kreuzfahrten angeboten, wobei auf der Spitzbergen-Umrundung, einer klassischen Route für Kreuzfahrtschiffe, der Wahlenbergfjord befahren wird. Wenn überhaupt, werden dort Landungen gemacht. Eine andere Route führt via Sjuøyane an der Nordküste entlang und dann über Kvitøya um den gesamten Svalbard-Archipel, mit Ausnahme der Bäreninsel und Hopen.

## Nordost-Svalbard-Naturreservat
Nordostland befindet sich vollständig im 1973 gegründeten Nordost-Svalbard-Naturreservat. Es ist dort jeglicher technischer Eingriff (Bau von Gebäuden, Betrieb von Bergwerken usw.), jegliches Hinterlassen von Abfall sowie jegliche Störung oder Einführung von Tieren und Pflanzen verboten. Zusätzlich darf das Land nicht mit motorisierten Fahrzeugen befahren werden. Für das Betreten ist eine Genehmigung des Sysselmann erforderlich, er kann außerdem Gebiete für Besucher völlig sperren.